# إلياهوو إيلات
الياهو أيلة (بالعبرية: אליהו אילת) (1903 - 1990)  كان دبلوماسي إسرائيلي مهتم في الدراسات الشرقية في عام 1948 أصبح أول سفير إسرائيلي في الولايات المتحدة ، وبين عامي 1950 و 1959 كان سفير إسرائيل لدى المملكة المتحدة.